# 다홍색

다홍색은 주황색에 가까운 밝은 빨강이다. 또한 다홍색은 산업통상자원부 기술표준원이 정한 표준색상표에서는 정식 명칭으로, 다홍색을 지정하고 관용적인 표현으로  주황 이라 하였다.

## 같이 보기
- 크림슨
- 주색